# Тойоно (Осака)
Тойо́но (яп. 豊能町, とよのちょう, МФА: [tojono t͡ɕoː]?) — містечко в Японії, в повіті Тойоно префектури Осака.  Отримало статус містечка 1977 року. Площа становить 34,37 км². Станом на 1 липня 2012 року населення складало 21 218  осіб, густота населення — 617 осіб/км².   

## Демографія
Згідно з даними перепису населення Японії, населення Тойоно стабільно зменшується. Станом на 1 жовтня 2020 року населення складає 18 279 осіб, з яких чоловіків — 8676 осіб, жінок — 9603 осіб. Густота населення — 532,3 особи/км².